# Peter-Segler-Verlag
Der Peter-Segler-Verlag ist ein unabhängiger deutscher Buchverlag. Er wurde 1995 vom Freiberger Autor und Herausgeber Peter Segler in Freiberg gegründet und veröffentlicht deutschsprachige belletristische Literatur. Einen besonderen Schwerpunkt bildet dabei Gegenwartslyrik.
Bekannt geworden ist der Verlag durch den Kult-Roman Ostkreuz von Michael Meinicke, in dem das Leben der Beat-Generation Ende der 1960er-, Anfang der 1970er Jahre in der DDR erzählt wird. Weitere bekannte Autoren, die bisher Werke im Peter-Segler-Verlag publizierten, sind Gunter Preuß, Jürgen Lehmann, Sobo Swobodnik, Thomas Bachmann, Knud Wollenberger, Rainer Strobelt, Martin von Arndt und Oliver Dahm.
Neben Monografien werden auch Anthologien mit deutschsprachiger Literatur herausgegeben.